# Cross-country na Zimowych Światowych Wojskowych Igrzyskach Sportowych 2017

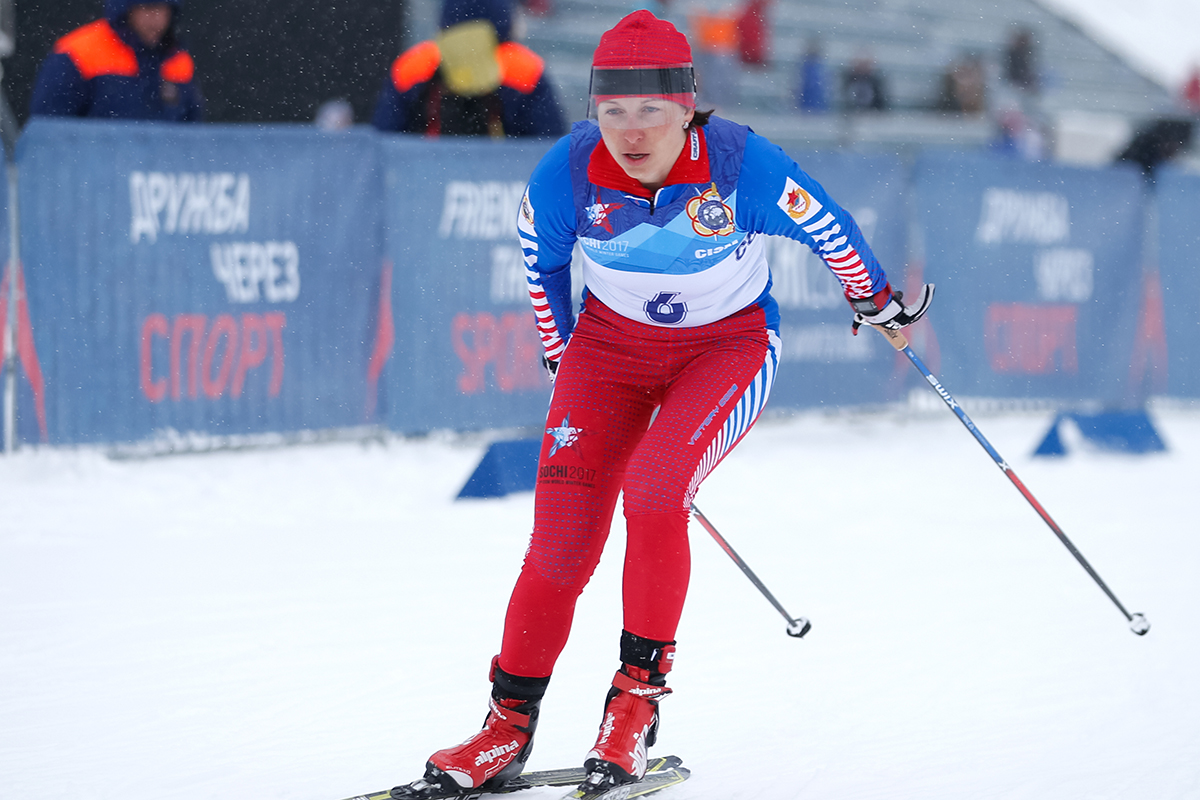
Łaura 2017. Rosjanka Natalja Korostielowa medalistka także w latach (2010, 2013).

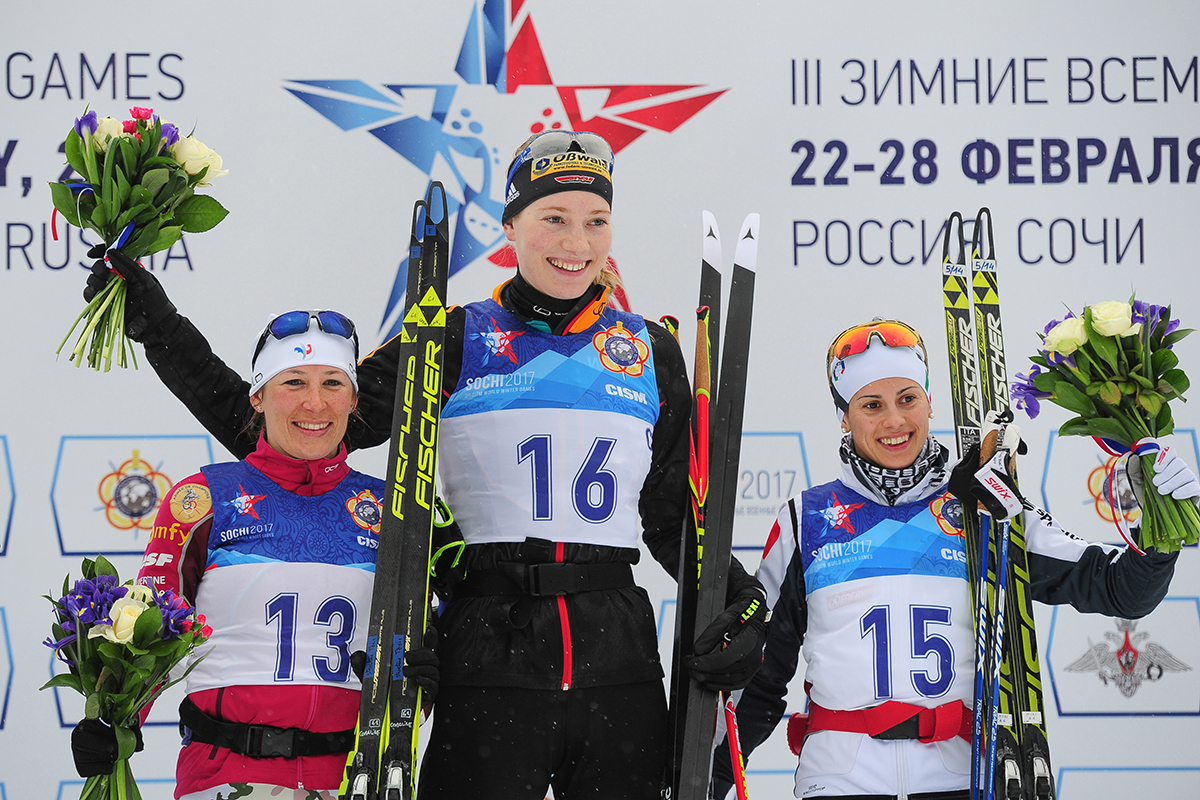
Soczi 2017. Podium - stoją od lewej; Coraline Hugue (FRA), Theresa Eichhorn (GER) i Francesca Baudin (ITA).

Cross-country na 2. Zimowych Światowych Wojskowych Igrzyskach Sportowych – jedna z zimowych dyscyplin sportu rozgrywanych podczas igrzysk wojskowych w Soczi w Rosji w dniach 24 - 26 lutego 2017  na terenie kompleksu narciarsko-biathlonowego „Łaura”. 

## Harmonogram
| Luty 2017     | 23 Cz | 24 Pt | 25 So | 26 Nd | 27 Pn |
| ------------- | ----- | ----- | ----- | ----- | ----- |
| Cross-country |       | 4     |       | 2     |       |

Legenda
|  | Eliminacje |  | Finał (ilość) |

## Medaliści

### Kobiety
| Konkurencja                  | Złoto                                                          | Srebro                                    | Brąz                                             |
| Konkurencja                  | Drużyna/Zawodniczka                                            | Drużyna/Zawodniczka                       | Drużyna/Zawodniczka                              |
| 10 km st. dowolnym szczegóły | Theresa Eichhorn                                               | Coraline Hugue                            | Francesca Baudin                                 |
| 10 km drużynowo szczegóły    | Rosja · Natalja Korostielowa · Lidija Durkina · Natalja Iljina | N/A                                       | N/A                                              |
| sprint drużynowy szczegóły   | Rosja · Natalja Korostielowa · Natalja Iljina                  | Szwajcaria · Alina Meier · Fabiana Wieser | Włochy · Chiara De Zolt Ponte · Francesca Baudin |

### Mężczyźni
| Konkurencja                  | Złoto                                                        | Srebro                                                      | Brąz                                                       |
| Konkurencja                  | Drużyna/Zawodnik                                             | Drużyna/Zawodnik                                            | Drużyna/Zawodnik                                           |
| 15 km st. dowolnym szczegóły | Aleksiej Czerwotkin                                          | Damien Tarantola                                            | Paul Goalabre                                              |
| 15 km drużynowo szczegóły    | Francja · Damien Tarantola · Paul Goalabre · Clement Arnault | Rosja · Aleksiej Czerwotkin · Dienis Spicow · Artiom Malcew | Finlandia · Kusti Kittilä · Juho Mikkonen · Teemu Harkonen |
| sprint drużynowy szczegóły   | Rosja · Artiom Malcew · Nikołaj Moriłow                      | Francja · Clement Arnault · Paul Goalabre                   | Finlandia · Kusti Kittilä · Juho Mikkonen                  |

## Klasyfikacja medalowa
* Gospodarz zawodów został zaznaczony tym kolorem.
| Miejsce           | Reprezentacja     | Złoto | Srebro | Brąz | Razem |
| ----------------- | ----------------- | ----- | ------ | ---- | ----- |
| 1                 | Rosja *           | 4     | 1      | 0    | 5     |
| 2                 | Francja           | 1     | 3      | 1    | 5     |
| 3                 | Niemcy            | 1     | 0      | 0    | 1     |
| 4                 | Szwajcaria        | 0     | 1      | 0    | 1     |
| 5                 | Finlandia         | 0     | 0      | 2    | 2     |
| 5                 | Włochy            | 0     | 0      | 2    | 2     |
| Ogółem (5 państw) | Ogółem (5 państw) | 6     | 5      | 5    | 16    |